# Victorwithius
Genre
Synonymes
- Cacodemoniellus Beier, 1954

Victorwithius est un genre de pseudoscorpions de la famille des Withiidae.

## Distribution
Les espèces de ce genre se rencontrent en Amérique du Sud et au Mexique.

## Liste des espèces
Selon Pseudoscorpions of the World (version 3.0) :
- Victorwithius coniger (Mahnert, 1979)
- Victorwithius fiebrigi (Beier, 1932)
- Victorwithius gracilimanus (Mahnert, 1979)
- Victorwithius incognitus (Beier, 1959)
- Victorwithius mimulus (Beier, 1954)
- Victorwithius monoplacophorus Feio, 1944
- Victorwithius proximus (Ellingsen, 1905)
- Victorwithius rufeolus (Beier, 1959)
- Victorwithius rufus (Balzan, 1887)
- Victorwithius schlingeri (Beier, 1959)
- Victorwithius similis (Beier, 1959)
- Victorwithius venezuelanus (Beier, 1932)

## Publication originale
- Feio, 1944 : Victorwithius monoplacophorus n. gen., n. sp. da subfamilia Withiinae Chamberlin, 1931 (Pseudoscorpiones: Cheliferidae). Boletim do Museu Nacional Rio de Janeiro, n.s. Zoologia, vol. 28, p. 1-7.